# Tepotzotlán kommun
Tepotzotlán är en kommun i Mexiko. Den ligger i delstaten Mexiko, i den centrala delen av landet, cirka 25 kilometer nordväst om huvudstaden Mexico City. Huvudorten i kommunen är Tepotzotlán. 
Kommunen ingår i Mexico Citys storstadsområde och hade 88 559 invånare vid folkräkningen 2010, varav drygt 38 000 bodde i kommunhuvudorten. Andra större orter är Santa Cruz del Monte, Santiago Cuautlalpan och San Mateo Xoloc. Arean för kommunen är 187,82 kvadratkilometer.
Den gamla akvedukten Arcos del Sitio är ett populärt turistmål.